# Hey, Soul Sister
Hey, Soul Sister è un singolo del gruppo musicale statunitense Train, pubblicato l'11 agosto 2009 come primo estratto dal quinto album in studio Save Me, San Francisco. Il singolo, scritto da Espen Lind, Amund Bjørklund e Pat Monahan, è stato pubblicato l'11 agosto 2009 dall'etichetta discografica Columbia ma è stato diffuso in Europa nei primi mesi del 2010. Con questo singolo i Train ritornano nel mercato italiano dopo ben 7 anni di silenzio dall'ultimo loro album pubblicato nel 2001, Drops of Jupiter; il terzo e il quarto album sono stati messi in commercio solo nel mercato americano.
Il brano, raggiungendo la top ten in oltre quindici nazioni, diventa il maggior successo dei Train; è la terza canzone più venduta nel 2010 negli Stati Uniti. Nell'estate del 2010 la canzone viene utilizzata in uno spot della Wind. Il pezzo è stato suonato in diverse trasmissioni televisive come CSI: NY nell'episodio Second Chances, Hellcats nel suo primo episodio e in Medium.
Hey, Soul Sister ha venduto circa 6.6 milioni di copie, diventando il settimo singolo più venduto a livello mondiale del 2010 e il 13° singolo più venduto in Italia nel 2010 secondo Fimi.

## Antefatti
Dopo aver collaborato con il duo di produzione Espionage (Espen Lind e Amund Bjørklund) nello scrivere e registrare la traccia "Brick by Brick", il cantante dei Train, Pat Monahan, decise di registrare un'altra traccia col duo.
(Pat Monahan riguardo al voler scrivere una canzone nello stile degli INXS)
(Pat Monahan)
(Il chitarrista Jimmy Stafford riguardo all'aver dovuto imparare a suonare un ukulele come richiesto dal cantante Pat Monahan durante la registrazione di "Hey, Soul Sister")

## Composizione
Riguardo al testo della canzone, Stafford ha ammesso che l'ispirazione per la canzone era nata mentre Monahan immaginava come dovesse essere il Burning Man, e iniziò a scrivere un testo ispirato da ciò che immaginava:
Monahan l'ha da allora confermato in numerose interviste radiofoniche.
(Pat Monahan, riguardo al ritorno della band alle sue origini folk rock.)

## Video musicale
Il video è stato girato di fronte al Chango Coffee all'angolo di Morton Ave ed Echo Park Ave nell'Echo Park a Los Angeles, in California. Il video alterna le immagini dei Train che cantano con una donna che cammina nel suo appartamento e un uomo che dipinge le parole della canzone sullo sfondo.

## Tracce
Download digitale
1. Hey, Soul Sister – 3:36

Download digitale - remix
1. Hey, Soul Sister (Karmatronic radio edit) – 3:40
2. Hey, Soul Sister (Karmatronic club mix) – 6:45
3. Hey, Soul Sister (Karmatronic instrumental) – 6:45

Download digitale - versione country
1. Hey, Soul Sister (Country mix) – 3:35

CD - Single (Columbia 88697 692092 (Sony) / EAN 0886976920920)
1. Hey, Soul Sister – 3:37
2. The Finish Line – 3:46 (musica: Patrick Monahan, Sacha Skarbek)

## Contributi e staff
Registrazione
- Registrato negli Kensaltown Recording Studios, a Londra, in Inghilterra, nei Quad Studios, a New York, e negli Sound City Studios, a Los Angeles, in California, negli Stati Uniti
- Mixato negli Indian River Studios, a Merritt Island, in Florida, negli Stati Uniti
- Masterizzato negli Sterling Sound, a New York, nello Stato di New York, negli Stati Uniti

Staff
- Patrick Monahan – composizione, voce
- Espen Lind – composizione, produzione, registrazione, ukulele, tastiera
- Amund Bjørklund – composizione, produzione, registrazione
- Martin Terefe – produzuione, basso
- Gregg Wattenberg – produzione
- Dyre Gormsen – registrazione
- Bryan Cook – registrazione
- Ross Peterson – registrazione
- Iain Hill – ingegnere (assistente)

- Francis Murray – ingegnere (assistente)
- Claes Bjørklund – tastiera
- Jerry Becker – organo Hammond
- Scott Underwood – batteria
- Jimmy Stafford – chitarra
- Mark Endert – mixer
- Doug Johnson – mixer (assistente)
- Ted Jensen – masterizzazione

## Classifiche
| Classifica                                        | Posizione più alta |
| ------------------------------------------------- | ------------------ |
| Australia (ARIA)                                  | 1                  |
| Austria (Ö3 Austria Top 40)                       | 4                  |
| Belgio (Utratop 50, Fiandre)                      | 3                  |
| Belgio (Ultratop 40, Vallonia)                    | 5                  |
| Canada (Canadian Hot 100)                         | 3                  |
| Danimarca (Tracklisten)                           | 8                  |
| Europa (European Hot 100)                         | 3                  |
| Finlandia (The Official Finnish Charts)           | 15                 |
| Francia (SNEP)                                    | 15                 |
| Germania (Media Control AG)                       | 7                  |
| Irlanda (Irish Singles Chart)                     | 1                  |
| Italia (FIMI)                                     | 2                  |
| Norvegia (VG-lista)                               | 11                 |
| Nuova Zelanda (RIANZ)                             | 2                  |
| Paesi Bassi (Dutch Top 40)                        | 1                  |
| Regno Unito (UK Singles Chart)                    | 18                 |
| Regno Unito (UK Official Streaming Chart Top 100) | 94                 |
| Repubblica Ceca (IFPI)                            | 5                  |
| Slovacchia (IFPI)                                 | 4                  |
| Spagna (PROMUSICAE)                               | 12                 |
| Stati Uniti (Billboard Hot 100)                   | 3                  |
| Stati Uniti (Billboard Radio Songs)               | 5                  |
| Stati Uniti (Billboard Country Songs)             | 52                 |
| Stati Uniti (Billboard Adult Contemporary)        | 1                  |
| Stati Uniti (Billboard Pop Songs)                 | 3                  |
| Stati Uniti (Billboard Adult Pop Songs)           | 1                  |
| Stati Uniti (Billboard Digital Songs)             | 1                  |
| Stati Uniti (Billboard Rock Songs)                | 33                 |
| Svezia (Sverigetopplistan)                        | 3                  |
| Svizzera (Swiss Music Charts)                     | 4                  |
| Ungheria (Mahasz)                                 | 1                  |

### Classifiche di fine anno
| Classifica (2010)                                   | Posizione più alta |
| --------------------------------------------------- | ------------------ |
| Australia (ARIA)                                    | 4                  |
| Canada (Canadian Hot 100)                           | 6                  |
| Danimarca (Tracklisten)                             | 27                 |
| Europa (European Hot 100)                           | 30                 |
| Germania (Media Control AG)                         | 53                 |
| Germania (Nielsen Company)                          | 5                  |
| Italia (FIMI)                                       | 13                 |
| Paesi Bassi (Dutch Top 40)                          | 9                  |
| Stati Uniti (Billboard Hot 100)                     | 3                  |
| Stati Uniti (Billboard Hot 100 Airplay)             | 6                  |
| Stati Uniti (Billboard Digital Songs)               | 2                  |
| Stati Uniti (Billboard Mainstream Top 40 Pop Songs) | 12                 |
| Stati Uniti (Billboard Adult Pop Songs)             | 1                  |
| Stati Uniti (Billboard Adult Contemporary)          | 2                  |
| Ungheria (Mahasz)                                   | 3                  |
| Classifica (2011)                                   | Posizione più alta |
| Stati Uniti (Billboard Adult Contemporary)          | 14                 |
| Ungheria (Mahasz)                                   | 89                 |

## Cronologia delle pubblicazioni
| Paese       | Data            | Formato                              | Etichetta                                  |
| ----------- | --------------- | ------------------------------------ | ------------------------------------------ |
| Stati Uniti | 11 agosto 2009  | Download digitale                    | Columbia Records, Sony Music Entertainment |
| Stati Uniti | 26 gennaio 2010 | Airplay                              | Columbia Records, Sony Music Entertainment |
| Stati Uniti | 12 giugno 2010  | Download digitale - versione country | Columbia Records, Sony Music Entertainment |